# Jugatacaris
Jugatacaris es un género de artrópodo himenocarino extinto del Cámbrico inferior de los Esquistos de Maotianshan, en la provincia de Yunnan (China). Actualmente se conoce tan sólo una especie, Jugatacaris agilis.

## Descripción y etimología
Jugatocaris era un animal pequeño, midiendo entre 4,2 y 5,6 cm. Poseía un caparazón bivalvo fusionado que formaba una especie de aleta dorsal, cubría dos tercios del animal. Poseía un par de ojos en tallos, aunque se ve preservada del mismo modo una estructura con forma de corazón que tal vez representa otro par, directamente unidos a la cabeza. La mandíbula de Jugatocaris poseía una forma de "U", con el miembro frontal sirviendo como una especie de cucharón. Poseía un par de antenas y extremidades cefálicas  alargadas y setadas.  El tronco se veía compuesto de entre 55 y 65 segmentos, cada uno acompañado de extremidades birramales: con endópodos altamente segmentados que terminaban en una garra de tres dedos y endópodos e forma de aleta, que llegan a su mayor tamaño en el medio de la criatura. En algunos fósiles se pueden ver las entrañas, un tubo de 1,6 mm de ancho ocupando un  9.6% del tronco anterior. El torso acaban en un telson con forma de cola vertical, para ayudar con movimientos horizontales. Tres especímenes presentan estructuras alargadas hacia el final del tronco, interpretadas como gónadas, su contraparte se preservó en un individuo, y se extendía desde el cefalón hasta el quinto sexto del final del caparazón.
El nombre genérico viene del latín jugata, "combinado", en referencia a su caparazón fusionado, y caris, "gamba" o "cangrejo"; significando "Gamba Combinada". El nombre específico tipo agilis significa ágil, por sus estimadas habilidades locomotoras.

## Paleoecología
Se cree que Jugatacaris poseía un estilo de locomoción similar al crustáceo moderno Nebalia, donde movimientos verticales del abdomen ayudaban a nadar rápido en base a: la flexibilidad vertical demostrada por fósiles articulados, la falta de flexibilidad horizontal en especímenes conservados paralelamente y sus "remos" de los apéndices estaban posicionados horizontalmente. La estructura de su mandíbula y sus extremidades cefálicas sugieren que se alimentaba por filtración.

## Clasificación
Jugalocaris tiende a recuperarse como un pariente cercano de Odaraia, si bien como un crustáceo ancestral, o un himenocarino derivado.